# Wismilak International 1999
Wismilak International 1999 — жіночий тенісний турнір, що проходив на відкритих кортах з твердим покриттям у Куала-Лумпур (Малайзія). Належав до турнірів 3-ї категорії в рамках Туру WTA 1999. Турнір відбувся вп'яте і тривав з 8 до 14 листопада 1999 року. Несіяна Оса Карлссон здобула титул в одиночному розряді й отримала 27 тис. доларів США.

## Учасниці

### Сіяні учасниці
| Країна      | Гравчиня           | Рейтинг | Сіяна |
| ----------- | ------------------ | ------- | ----- |
| Франція     | Сара Пітковскі     | 33      | 1     |
| Австрія     | Сільвія Плішке     | 36      | 2     |
| Хорватія    | Сільвія Талая      | 31      | 3     |
| Люксембург  | Анна Кремер        | 39      | 4     |
| Росія       | Тетяна Панова      | 44      | 5     |
| Пуерто-Рико | Крістіна Бранді    | 56      | 6     |
| Австралія   | Ніколь Пратт       | 58      | 7     |
| Словенія    | Катарина Среботнік | 62      | 8     |

### Інші учасниці
Нижче подано учасниць, що отримали вайлд-кард на вихід в основну сітку:
- Вінне Пракуся
- Йоаннетта Крюгер
- Тіна Кріжан

Нижче наведено учасниць, що отримали вайлдкард на участь в основній сітці в парному розряді:
- Анастасія Мискіна /  Сара Пітковскі

Нижче наведено учасниць, що пробились в основну сітку через стадію кваліфікації в одиночному розряді:
- Аннабел Еллвуд
- Каталін Мароші
- Єлена Костанич
- Джанет Лі

Нижче наведено учасниць, що пробились в основну сітку через стадію кваліфікації в парному розряді:
- Евелін Фаут /  Мірослава Ваврінец

## Фінальна частина

### Одиночний розряд
Оса Карлссон —  Еріка Делоун, 6–2, 6–4
- Для Карлссон це був 1-й титул WTA за кар'єру.

### Парний розряд
Єлена Костанич /  Тіна Писник —  Хіракі Ріка /  Юка Йосіда, 3–6, 6–2, 6–4